# Шепелёво (Новгородская область)
Шепелёво — деревня в Марёвском муниципальном районе Новгородской области, входит в состав Молвотицкого сельского поселения.

## География
Деревня расположена на реке Рудинка (приток Котовки), на Валдайской возвышенности, восточнее административного центра сельского поселения — села Молвотицы.

## История
В списке населённых мест Демянского уезда Новгородской губернии за 1909 год деревня Шепелево (Поддубье, Усадьбище, Щепелево) и выселки Шепелево, что указаны на земле Мокшенского сельского общества, усадьба Панафиндиных — Шепелево, а также посёлок Т. Маркова — Шепелево были на территории Польской волости; число жителей: в деревне — 155, на выселках — 7, в посёлке — 14, в усадьбе − 6; в деревне тогда была часовня, а на выселках — водяная мельница. По постановлению ВЦИК от 3 апреля 1924 года Польская волость была упразднена, а Шепелево вошла в состав Молвотицкой волости. Население деревни Шепелево по переписи населения 1926 года — 222 человека. Затем, с августа 1927 года, деревня Шепелево в составе Линьевского сельсовета новообразованного Молвотицкого района новообразованного Новгородского округа в составе переименованной из Северо-Западной в Ленинградскую области. По постановлению ЦИК и СНК СССР от 23 июля 1930 года Новгородский округ был упразднён, а район перешёл в прямое подчинение Леноблисполкому. Германская оккупация: в конце 1941 года — в начале 1942 года, освобождена деревня в ходе Торопецко-Холмской наступательной операции. Указом Президиума Верховного Совета РСФСР от 19 февраля 1944 года райцентр Молвотицкого района был перенесён из села Молвотицы в село Марёво. Указом Президиума Верховного Совета СССР от 5 июля 1944 года была образована Новгородская область и Молвотицкий район вошёл в её состав.
Решением Новгородского облисполкома № 345 от 12 апреля 1961 года центр Линьевского (Линского) сельсовета был перенесён из деревни Поля в деревню Горное, а Линьевский (Линский) сельсовет был переименован в Горный, затем решением Новгородского облисполкома № 692 от 4 августа 1961 года деревня Шепелево, в числе прочих, из Горного сельсовета была передана в состав Молвотицкого сельсовета.
Во время неудавшейся всесоюзной реформы по делению на сельские и промышленные районы и парторганизации, в соответствии с решениями ноябрьского (1962 года) пленума ЦК КПСС «о перестройке партийного руководства народным хозяйством» с 10 декабря 1962 года был образован крупный Демянский сельский район, а административный Молвотицкий район 1 февраля 1963 года был упразднён. Молвотицкий сельсовет тогда вошёл в состав Демянского сельского района. Пленум ЦК КПСС, состоявшийся 16 ноября 1964 года восстановил прежний принцип партийного руководства народным хозяйством, после чего Указом Верховного Совета РСФСР от 12 января 1965 года сельские районы были преобразованы вновь в административные районы и решением Новгородского облисполкома № 6 от 14 января 1965 года Молвотицкий сельсовет и деревня в Демянском районе. Решением Новгородского облисполкома № 439 от 27 августа 1965 года деревня Шепелёво, в числе прочих, из Молвотицкого сельсовета была перечислена в состав Горного сельсовета. В соответствии с решением Новгородского облисполкома № 706 от 31 декабря 1966 года Горный сельсовет и деревня из Демянского района были переданы во вновь созданный Марёвский район.
После прекращения деятельности Горного сельского Совета в начале 1990-х стала действовать Администрация Горного сельсовета, которая была упразднена в начале 2006 года и деревня Шепелёво, по результатам муниципальной реформы входила в состав муниципального образования — Горное сельское поселение Марёвского муниципального района (местное самоуправление), по административно-территориальному устройству была подчинена администрации Горного сельского поселения Марёвского района. С 12 апреля 2010 года после упразднения Горного сельского поселения Шепелёво в составе Молвотицкого сельского поселения.

## Население
| 2010 | 2012 | 2013 | 2014 | 2015 | 2016 |
| ---- | ---- | ---- | ---- | ---- | ---- |
| 1    | ↗4   | ↘3   | →3   | →3   | →3   |

### Национальный состав
По переписи населения 2002 года, в деревне Шепелёво проживали 8 человек (все русские)

## Инфраструктура
В деревне одна улица — Берёзовая.